# فضائية الأقصى
قناة الأقصى قناة فضائية فلسطينية تبث من غزة، أُسست سنة 2006، وفرع من شبكة الأقصى الإعلامية، تابعة لحركة المقاومة الإسلامية (حماس) وتعبّر عن موقفها، وموقف المقاومة الفلسطينية.
وقد احتلت قناة الأقصى نسبة مشاهدة كبيرة في أوساط العالم العربي والإسلامي وفي دول المغرب العربي بالخصوص.
بدأت قناة الأقصى بإذاعة ثم بمرئية ثم بصوت الأقصى مباشر «إذاعة» وانتقلت إلى فضائية.
تعتبر قناة الأقصى التي أسسها الأستاذ فتحي حماد في عام 2006 إسلامية مقاومة.
وقد قصفت طائرات الاحتلال الإسرائيلية فجر الأحد 28 ديسمبر 2008 مقر فضائية الأقصى في قطاع غزة خلال الحرب على غزة، مما أدى إلى انقطاع البث مؤقتا، ولم يصب أحد بأذى جراء القصف، لأن المبنى أخلي في وقت سابق ونقلت المعدات لمكان آخر. كما وقصفتها مرة أخرى في أواخر عام 2018 بعد أن أطلقت المقاومة عدة صواريخ لمستوطنات الاحتلال.
ورغم القصف الإسرائيلي الذي دمر مقر القناة الكائن في شارع النصر غرب مدينة غزة، إلا أن القناة واصلت بثها من مكان مجهول بعد دقائق فقط من انقطاعها، حيث أوردت في شريط عاجل خبر قصف مقرها.
وظهر أحد مذيعي الفضائية ليؤكد خبر قصف المقر، مشيرًا إلى أن فضائية الأقصى ستواصل عملها لكشف ممارسات الاحتلال الإسرائيلي وجرائمه ضد أبناء الشعب الفلسطيني.
وأضاف: «إذا كان الاحتلال الصهيوني قد دمر مقر القناة فإنه لن يستطيع أن يدمر معنوياتنا ويوقف عملنا لكشف جرائمه»، ثم عرضت الفضائية صورًا أولية لقصف مقرها أظهرت دمارًا واسعًا نتيجة القصف الإسرائيلي.

## المضايقات التي تعرضت لها القناة

### الاحتلال ينشئ غرفة تحكم للتشويش على القناة بالضفة
كشفت القناة العبرية العاشرة، يوم الأربعاء 10 شباط / فبراير 2016. عن إنشاء الجيش الإسرائيلي غرفة تحكم إلكترونية خاصة بهدف التشويش على بث قناة الأقصى الفضائية بمناطق الضفة الغربية المحتلة. وذكر المراسل العسكري للقناة «أور هيلر» أن الجيش أنشأ غرفة تحكم إلكترونية للتشويش على البرامج المفتوحة بالقناة، وذلك على مدار نحو أربع ساعات يوميًا؛ بهدف منع وصول ما أسماه بـ«التحريض» لشبان الضفة الغربية.
وبالإضافة إلى ذلك، قال «هيلر» إن الجيش يحاول قراءة عقول منفذي العمليات، حيث يقوم قادته بزيارات دورية للأسرى الفلسطينيين الذين اشتركوا بالانتفاضة الحالية داخل السجون الإسرائيلية، واستجوابهم من جديد لمعرفة دوافعهم الحقيقية، وكيف قرروا تنفيذ العمليات.

### على مستوى العالم
قررت وزارة الخزانة الأمريكية يوم 18 مارس 2010م فرض عقوبات على مؤسستي البنك الوطني الإسلامي ومحطة تلفزيون (فضائية الأقصى) بقطاع غزة؛ بدعوى علاقتهما بحركة المقاومة الإسلامية «حماس» التي تحكم القطاع.
قررت نورسات إيقاف بث القناة بسبب «تحريضها على الكراهية» في مايو 2010.

### في الضفة الغربية
وقد تعرضت مكاتب فضائية الأقصى إلى الكثير من المضايقات من الأجهزة الأمنية التابعة (لحركة فتح) في الضفة الغربية، وقد أغلقت مكتب الفضائية واعتقلت مدير مكتبها في الضفة الغربية الصحفي محمد شتيوي وكما واعتقلت مصور للقناة وحظرت على القناة العمل في الضفة، يأتي ذلك بعد أن اتهمت حركة فتح فضائية الأقصى بإثارة الكراهية والتشويه وتحريض الجماهير عليها، وبلغت حدة الخلاف بينهما بعد عملية الحسم العسكري في غزة والتي تلاها سيطرة حماس على قطاع غزة مما جعل حركة فتح تتخذ هذا الإجراء ضد القناة وما زالت للآن محظور عملها في الضفة.
وفي فبراير 2015 قام الاحتلال الاسرائيلي بحظر القناة في الضفة المحتلة، وعدم السماح لها بالعمل، بذريعة تبعيتها المباشرة لحركة المقاومة الإسلامية (حماس).
وقال قائد جيش الاحتلال في بيان له «إنه وبعد أن أصبحت على قناعة تامة على أن هذا الأمر يتطلب أخذ درجة الحماية الأمنية والإقليمية لدولة إسرائيل، وحرصًا منا على السلامة العامة، والنظام العام، وسلامة الجمهور، وبناء على ما سبق، أعلن بأن هذه الهيئة أو» قناة الاقصى«أو» قناة الاقصى الفضائية«أو» قناة الأقصى الفلسطينية«أو» قناة الأقصى الفضائية«أو تحت أي مسمى آخر تعتبر هذه الهيئة، غير مسموح بها، ويحظر العمل معها».
وأضاف «تعتبر هذه الهيئة الإعلامية تابعة بشكل مباشر لحركة حماس، وحماس هي من تقدم الدعم الكامل لها، وتعمل على تعزيز البنية التحتية للحركة في الضفة الغربية من خلال بث برامج تحريضية، ومن شانها ان تزعزع الأمن الاستقرار» على حد قوله.وعمد الاحتلال الإسرائيلي على التضييق على طاقم عمل القناة في الضفة الغربية، واعتقال بعض مراسليها لمدد متفاوتة، عدا عن قصف مقراتها في غزة خلال الحروب المتتالية، قبل أن يصدر اليوم قرار بحظرها.
وكانت الأجهزة الأمنية الفلسطينية التابعة لحركة فتح في الضفة الغربية المحتلة حظرت عمل الفضائية عقب أحداث الانقسام عام 2007 وحتى 2013، بالتزامن مع حظر عمل تلفزيون «فلسطين» في نفس تلك الفترة في قطاع غزة.

### في أوروبا
في 10 يناير 2009م وقد حظرت السلطات الفرنسية بث قناة الأقصى الفضائية، التابعة لحركة حماس الفلسطينية، في فرنسا، وهو القرار الذي جاء نتيجة ضغوط العديد من منظمات اللوبي الإسرائيلي في فرنسا وأمريكا.
وأعلنت سلطات البث الفرنسية حظر القناة من الظهور على الأقمار الصناعية التابعة لشركة يوتيلسات الفرنسية، وهو الإجراء الذي رحبتُ به اللجنة الأمريكية اليهودية، وهي من أكثر المنظمات الموالية للكيان الصهيوني نفوذًا في الولايات المتحدة، معتبرةً أنه سيحد بشكلٍ كبيرٍ من وصول القناة إلى الأراضي الأوروبية.
وذكرت اللجنة الأمريكية اليهودية إن هذا الإجراء جاء نتيجة دعوات اللجنة المتكررة للسلطات الفرنسية، لحظر القناة التي وصفتها بأنها «تنتهك المعايير الأوروبية الخاصة بالتحريض على التعصب والعنف». وأعلن حازم الشعراوي مدير عام فضائية الأقصى آنذاك، عن توسيع بث القناة وعن جود ترددات جديدة قبل وقف بثها من قبل إدارة القمر الصناعي اليوتلسات.

## هدف القناة
1. الدعوة إلى الله عز وجل «ومن أحسن قولا ممن دعا إلى الله وعمل صالحا وقال إنني من المسلمين».
2. تقديم نموذج إعلامي متميز.
3. تغطية الوقائع على الساحة الفلسطينية ونقل مشاكل وهموم الشعب الفلسطيني بموضوعية وإبراز جرائم الاحتلال الصهيوني التي يتعرض لها الشعب الفلسطيني، ونشر الوعي الجماهيري بالمخططات الصهيونية الهدامة، وإعطاء مساحة من خلال برامج القناة للشارع الفلسطيني والمسلم ليعبر عن رأيه تجاه القضية الفلسطينية ومختلف القضايا المصيرية للأمة الإسلامية.
4. توثيق العلاقات بين القناة وسائر المؤسسات الإعلامية الأخرى في الداخل والخارج ضمن رسالة الوحدة الإسلامية التي تتبناها القناة.
5. فتح قنوات للتواصل مع القيادات الرسمية والشعبية في العالم أجمع، وتطوير الأداء الإعلامي للطاقات الشبابية ومحاولة تنمية الموارد البشرية والمالية للقناة.

## رمز القناة
الصورة:
قبة الصخرة المشرفة وذلك محاولة منا للإشارة إلى فلسطين بشكل عام وإلى الأقصى قبلة المسلمين الأولى ومعراج النبي محمد صلى الله عليه وسلم معتمدين على اعتقادنا بقدسية هذه الأرض وبحق الشعب الفلسطيني والأمة الإسلامية والعربية. تحاط تلك القبة بقوس إشارة إلى الامتداد العربي والإسلامي للقضية الفلسطينية والذي يمثل جدار الحماية الأقوى ضد كل المخططات الهادفة على تدنيس وتهويد القدس والمسجد الأقصى.
اللفظ:
وهو كلمة الأقصى، وكٌتبت باللون الذهبي المتوافق مع لون القوس ويعد مكملا للشعار ولا يمكن فصله عنه.

## شعارات القناة
تتخذ القناة شعارات تساهم في تحقيق أهدافها ومنها عينك على الوطن
وإعلامنا إسلامي هادف مقاوم لتعلو الراية...

## معلومات استقبال البث والترددات
تردادت القناة عبر الأقمار
عرب سات،
12054
بدر4، عمودي
نايل سات
10971 عمودي Vertical
أو: 11595 عمودي Vertical
أو: 11177 أفقي 

## روابط خارجية
- الموقع الرسمي